# Katrin Bauerfeind
Katrin Sybille Bauerfeind (nacida el 21 de julio de 1982 en Aalen  ) es una periodista, presentadora de televisión, animadora, autora y actriz alemana.

## Vida
Bauerfeind creció como hija única  en su ciudad natal de Aalen, donde también completó sus estudios secundarios.  Estudió periodismo técnico en la Universidad Técnica de Bonn-Rhein-Sieg en Sankt Augustin de octubre de 2003 a febrero de 2007 y completó sus estudios con un diploma.
Mientras estudiaba, en octubre de 2005 venció a una veintena de candidatos en un casting para el programa diario de televisión por Internet Ehrensenf . De noviembre de 2005 a junio de 2007 presentó Ehrensenf, que ganó el LeadAward 2006 en la categoría de Característica Web del Año, el Premio Grimme Online en la categoría de Cultura y Entretenimiento y el Premio del Público.  El 29 de marzo de 2007 recibió el Premio Nuevos Medios en la categoría personas .  Durante su estancia en Ehrensenf, también trabajó para la emisora de radio 1 Live.
En la retransmisión 3 después de las 9 del día 14 En mayo de 2010 trabajó como copresentadora. Desde marzo de 2008 a diciembre En 2011 moderó el programa One Hour of Time para el semanario Die Zeit en Radio Eins en Rundfunk Berlin-Brandenburg, alternando con Anja Goerz . De 2011 a 2013, ZDFkultur emitió el programa quincenal Bauerfeind 28:30, con una versión larga de las entrevistas que realiza para su revista Bauerfeind . 28:30 representa la duración de las entrevistas y, por tanto, la duración de la emisión. El 26. En agosto de 2013 condujo el programa político ¡Convéncenos! con Ingo Zamperoni . El político se registra primero.  Desde abril de 2014 hasta diciembre de 2016 fue la protagonista del programa Bauerfeind asiste... emitido en 3sat. En agosto de 2014 moderó el programa de comedia What if? con Jan Böhmermann, Palina Rojinski y Jan Köppen, que fue cancelado después de tres transmisiones de prueba. en RTL.
Desde el 28 de abril de 2022, el podcast Bauerfeind + Kuttner, un formato de charla con Sarah Kuttner, se publica semanalmente en todas las plataformas habituales.